# Luigi XIV - Il sogno di un Re
Luigi XIV - Il sogno di un Re (francese: Versailles, le rêve d'un roi, inglese: The Dream of a King) è un film per la televisione del 2008 diretto da Thierry Binisti. Il film fu trasmesso in Italia su History Channel nel 2013.

## Trama
Il film racconta la vita di Luigi XIV, il Re Sole, dall'infanzia fino alla morte, soffermandosi particolarmente sulla costruzione della reggia di Versailles.